# Échallon
Échallon is een gemeente in het Franse departement Ain (regio Auvergne-Rhône-Alpes) en telt 663 inwoners (1999). De oppervlakte bedraagt 27,5 km², de bevolkingsdichtheid is 24,1 inwoners per km².
Hoewel de gemeente "Échallon" heet, draagt geen enkel van de 17 dorpen waaruit zij bestaat deze naam. Hoofdplaats van de gemeente is het dorp Mirabel, waar zich het gemeentehuis bevindt. De andere dorpen zijn: La Pallud, le Caquet, la Pendue, le Crêt, le Favillon, les Essarts, le Bugnon, le Reverjoux, les Étrets, la Fluaz, le Sermet, la Côte Drued, l'Éculaz, le Montarquis...

## Geografie
De onderstaande kaart toont de ligging van Échallon met de belangrijkste infrastructuur en aangrenzende gemeenten.

De oostzijde van het Lac Genin ligt in deze gemeente.

## Demografie
Onderstaande figuur toont het verloop van het inwoneraantal van Échallon vanaf 1962. De cijfers zijn afkomstig van het Frans bureau voor statistiek en bevatten geen dubbel getelde personen (volgens de gehanteerde definitie population sans doubles comptes).
Vanwege een beveiligingsprobleem met de MediaWiki Graph-software is het momenteel niet mogelijk deze grafiek weer te geven. Zodra de software is bijgewerkt zal de grafiek vanzelf weer zichtbaar worden.
1. ↑  Populations de référence 2022.